# Kaltschyk
Der Kaltschyk (ukrainisch Кальчик) ist ein Fluss im Südosten der Ukraine.
Der rechte Nebenfluss des Kalmius hat eine Länge von 88 km und ein Einzugsgebiet von 1263 km².
Der Küstenfluss hat eine Breite von bis zu 10 m, eine Tiefe von 1,5 m und sein Gefälle beträgt 2,4 m/km. Der Wasserabfluss variiert von drei bis dreißig Metern pro Sekunde. Das Flusstal ist trapezförmig, bis zu 3 km breit und bis zu 40 m tief.
Der Kaltschyk entspringt auf 250 m Höhe im Asowschen Hochland bei Wilne (Вільне) und fließt zunächst im Rajon Rosiwka der Oblast Saporischschja nach Nordosten. Im Rajon Wolodarske, im Südwesten der Oblast Donezk, ändert er seine Fließrichtung nach Südosten und im Rajon Manhusch (ehemaliger Rajon Perschotrawnewe) und Rajon Nikolske Richtung Süden, bis er schließlich, hauptsächlich nach Osten fließend, innerhalb des Stadtgebietes von Mariupol von rechts in den Kalmius mündet, sechs Kilometer vor dessen Mündung ins Asowsche Meer.
Linker Nebenfluss ist die 38 km lange Malyj Kaltschyk (Малий Кальчик) und von rechts fließt ihm der 21 km lange Kalez (Калець) zu.
Das Wasser des Kaltschyk dient der Bewässerung, der Fischzucht und der Wasserversorgung von Mariupol.
Der Ursprung des Flussnamens ist fraglich: Nach einer Version stammt er vom slawischen Wort kal und bedeutet Dreck, nach einer weiteren Version ist der Name skythischen Ursprungs und bedeutet schwarz.
Laut einigen Historikern fand am Fluss 1223 die Schlacht an der Kalka, die erste große Schlacht zwischen den Truppen der Rus und denen der Mongolen, statt.